# Pattonimus
Pattonimus (Brito, Koch, Percequillo, Tinoco, Weksler, Pinto, & Pardiñas, 2020) è un genere di roditori della famiglia dei Cricetidi.

## Descrizione

### Dimensioni
Al genere Pattonimus appartengono roditori di medie dimensioni, con lunghezza della testa e del corpo tra 103 e 140 mm, la lunghezza della coda tra 135 e 190 mm e un peso fino a 110 g.

### Caratteristiche craniche e dentarie
Il cranio è moderatamente lungo e con un rostro ampio, i zigomi sottili, la regione inter-orbitale con le ossa frontali affilate e convergenti anteriormente, le placche zigomatiche sono larghe, il palato è corto e stretto con i fori incisivi corti e a forma di goccia. I molari sono grandi.
Sono caratterizzati dalla seguente formula dentaria:

### Aspetto
La pelliccia è corta, soffice e densa, bruno-rossastra dorsalmente con una sottile striscia dorsale più scura e le parti ventrali grigiastre con dei riflessi giallastri. Le orecchie sono piccole, arrotondate e ricoperte di peli, le vibrisse facciali sono lunghe e abbondanti. Il dorso delle zampe è privo di peli, gli artigli sono corti e insolitamente ricurvi, eccetto il pollice che è munito di un'unghia. I piedi sono lunghi e stretti. La coda è più lunga della testa e del corpo, priva di peli e uniformemente scura. Le femmine hanno quattro paia di mammelle. Sono privi di cistifellea.

## Distribuzione
Il genere è diffuso nelle regioni andine della Colombia e dell'Ecuador.

## Tassonomia
Il genere comprende 2 specie:
- Pattonimus ecominga
- Pattonimus musseri

Altre due specie non sono state ancora descritte.